# Grande Prêmio da Austrália de 2009
Resultados do Grande Prêmio da Austrália de Fórmula 1 realizado em Melbourne em 29 de março de 2009. Primeira etapa do campeonato, foi vencido pelo britânico Jenson Button, que subiu ao pódio junto a Rubens Barrichello numa dobradinha da Brawn-Mercedes, com Jarno Trulli em terceiro pela Toyota.

## Resumo
A Brawn GP se tornou a primeira equipe construtora de carros desde a Mercedes no Grande Prêmio da França de 1954 a conquistar a pole position e conquistar a vitória no primeiro Grande Premio disputado pela equipe. A corrida também foi a segunda na história da Fórmula 1 a ser finalizada com o safety car na pista - além do Grande Prêmio do Canadá de 1999 - após uma colisão envolvendo os pilotos Robert Kubica e Sebastian Vettel, que estavam na segunda e terceira colocações, na volta de número 56, duas antes do término da prova. Rubens Barrichello tem pela primeira vez, desde sua estreia, no Grande Prêmio da África do Sul de 1993, uma chance real de conquistar o título mundial.

## Classificação da prova

### Treinos classificatórios
Carros com KERS estão marcados com "‡"
| Pos.   | Nº | Piloto               | Equipe               | Q1       | Q2         | Q3       | Grid | Notas      |
| ------ | -- | -------------------- | -------------------- | -------- | ---------- | -------- | ---- | ---------- |
| 1      | 22 | Jenson Button        | Brawn-Mercedes       | 1:25.211 | 1:24.855   | 1:26.202 | 1    |            |
| 2      | 23 | Rubens Barrichello   | Brawn-Mercedes       | 1:25.006 | 1:24.783   | 1:26.505 | 2    |            |
| 3      | 15 | Sebastian Vettel     | Red Bull-Renault     | 1:25.938 | 1:25.121   | 1:26.830 | 3    |            |
| 4      | 5  | Robert Kubica        | BMW Sauber           | 1:25.922 | 1:25.152   | 1:26.914 | 4    |            |
| 5      | 16 | Nico Rosberg         | Williams-Toyota      | 1:25.846 | 1:25.123   | 1:26.973 | 5    |            |
| 6      | 10 | Timo Glock           | Toyota               | 1:25.499 | 1:25.281   | 1:26.975 | PL   | [ nota 2 ] |
| 7      | 3‡ | Felipe Massa         | Ferrari              | 1:25.844 | 1:25.319   | 1:27.033 | 6    |            |
| 8      | 9  | Jarno Trulli         | Toyota               | 1:26.194 | 1:25.265   | 1:27.127 | PL   | [ nota 2 ] |
| 9      | 4‡ | Kimi Räikkönen       | Ferrari              | 1:25.899 | 1:25.380   | 1:27.163 | 7    |            |
| 10     | 14 | Mark Webber          | Red Bull-Renault     | 1:25.427 | 1:25.241   | 1:27.246 | 8    |            |
| 11     | 6‡ | Nick Heidfeld        | BMW Sauber           | 1:25.827 | 1:25.504   |          | 9    |            |
| 12     | 7‡ | Fernando Alonso      | Renault              | 1:26.026 | 1:25.605   |          | 10   |            |
| 13     | 17 | Kazuki Nakajima      | Williams-Toyota      | 1:26.074 | 1:25.607   |          | 11   |            |
| 14     | 2‡ | Heikki Kovalainen    | McLaren-Mercedes     | 1:26.184 | 1:25.726   |          | 12   |            |
| 15     | 1‡ | Lewis Hamilton       | McLaren-Mercedes     | 1:26.454 | [ nota 3 ] |          | 18   |            |
| 16     | 12 | Sébastien Buemi      | Toro Rosso-Ferrari   | 1:26.503 |            |          | 13   |            |
| 17     | 8‡ | Nelson Piquet Jr.    | Renault              | 1:26.598 |            |          | 14   |            |
| 18     | 21 | Giancarlo Fisichella | Force India-Mercedes | 1:26.677 |            |          | 15   |            |
| 19     | 20 | Adrian Sutil         | Force India-Mercedes | 1:26.742 |            |          | 16   |            |
| 20     | 11 | Sébastien Bourdais   | Toro Rosso-Ferrari   | 1:26.964 |            |          | 17   |            |
| Fonteː |    |                      |                      |          |            |          |      |            |

### Corrida
| Pos.   | Nº | Piloto               | Construtor           | Voltas | Tempo/Diferença  | Grid | Pontos     |
| ------ | -- | -------------------- | -------------------- | ------ | ---------------- | ---- | ---------- |
| 1      | 22 | Jenson Button        | Brawn-Mercedes       | 58     | 1:34:15.784      | 1    | 10         |
| 2      | 23 | Rubens Barrichello   | Brawn-Mercedes       | 58     | + 0.807          | 2    | 8          |
| DSQ    | 1‡ | Lewis Hamilton       | McLaren-Mercedes     | 58     | Desclassificado  | 18   | [ nota 4 ] |
| 3      | 9  | Jarno Trulli         | Toyota               | 58     | + 1.604          | PL   | 6          |
| 4      | 10 | Timo Glock           | Toyota               | 58     | + 4.435          | PL   | 5          |
| 5      | 7‡ | Fernando Alonso      | Renault              | 58     | + 4.879          | 10   | 4          |
| 6      | 16 | Nico Rosberg         | Williams-Toyota      | 58     | + 5.722          | 5    | 3          |
| 7      | 12 | Sébastien Buemi      | Toro Rosso-Ferrari   | 58     | + 6.004          | 13   | 2          |
| 8      | 11 | Sébastien Bourdais   | Toro Rosso-Ferrari   | 58     | + 6.298          | 17   | 1          |
| 9      | 20 | Adrian Sutil         | Force India-Mercedes | 58     | + 6.335          | 16   |            |
| 10     | 6‡ | Nick Heidfeld        | BMW Sauber           | 58     | + 7.085          | 9    |            |
| 11     | 21 | Giancarlo Fisichella | Force India-Mercedes | 58     | + 7.374          | 15   |            |
| 12     | 14 | Mark Webber          | Red Bull-Renault     | 57     | + 1 volta        | 8    |            |
| 13     | 15 | Sebastian Vettel     | Red Bull-Renault     | 56     | Acidente         | 3    |            |
| 14     | 5  | Robert Kubica        | BMW Sauber           | 55     | Acidente         | 4    |            |
| 15     | 4‡ | Kimi Räikkönen       | Ferrari              | 55     | Diferencial      | 7    |            |
| Ret    | 3‡ | Felipe Massa         | Ferrari              | 45     | Suspensão        | 6    |            |
| Ret    | 8‡ | Nelson Piquet Jr.    | Renault              | 24     | Freios           | 14   |            |
| Ret    | 17 | Kazuki Nakajima      | Williams-Toyota      | 17     | Acidente         | 11   |            |
| Ret    | 2‡ | Heikki Kovalainen    | McLaren-Mercedes     | 0      | Danos de colisão | 12   |            |
| Fonte: |    |                      |                      |        |                  |      |            |

## Tabela do campeonato após a corrida
| Pos.   | Piloto             | Pontos |
| ------ | ------------------ | ------ |
| 1      | Jenson Button      | 10     |
| 2      | Rubens Barrichello | 8      |
| 3      | Jarno Trulli       | 6      |
| 4      | Timo Glock         | 5      |
| 5      | Fernando Alonso    | 4      |
| Fonte: |                    |        |

| Pos.   | Construtor         | Pontos |
| ------ | ------------------ | ------ |
| 1      | Brawn-Mercedes     | 18     |
| 2      | Toyota             | 11     |
| 3      | Renault            | 4      |
| 3      | Williams-Toyota    | 3      |
| 5      | Toro Rosso-Ferrari | 3      |
| Fonte: |                    |        |

- Nota: Somente as primeiras cinco posições estão listadas.